# Mart Aire
Marte Aire, pseudonyme de Martín Lucas Florio, est un artiste de street art argentin né en 1986 à Buenos Aires.

## Carrière
Marte Aire commence à peindre dans les rues de sa ville natale dans les années 1990 et, à l'âge de 12 ans, il rejoint des graffeurs plus âgés pour participer à la première grande vague d'artistes graffeurs en Argentine, influencée par New York,. 
En travaillant avec ces artistes, il devient l'un des premiers graffeurs à peindre des trains complets, introduisant cette forme d'art à Buenos Aires,. 
En 2007, il entreprend un profond changement d'approche afin de se tourner vers des peintures murales,.

## Style

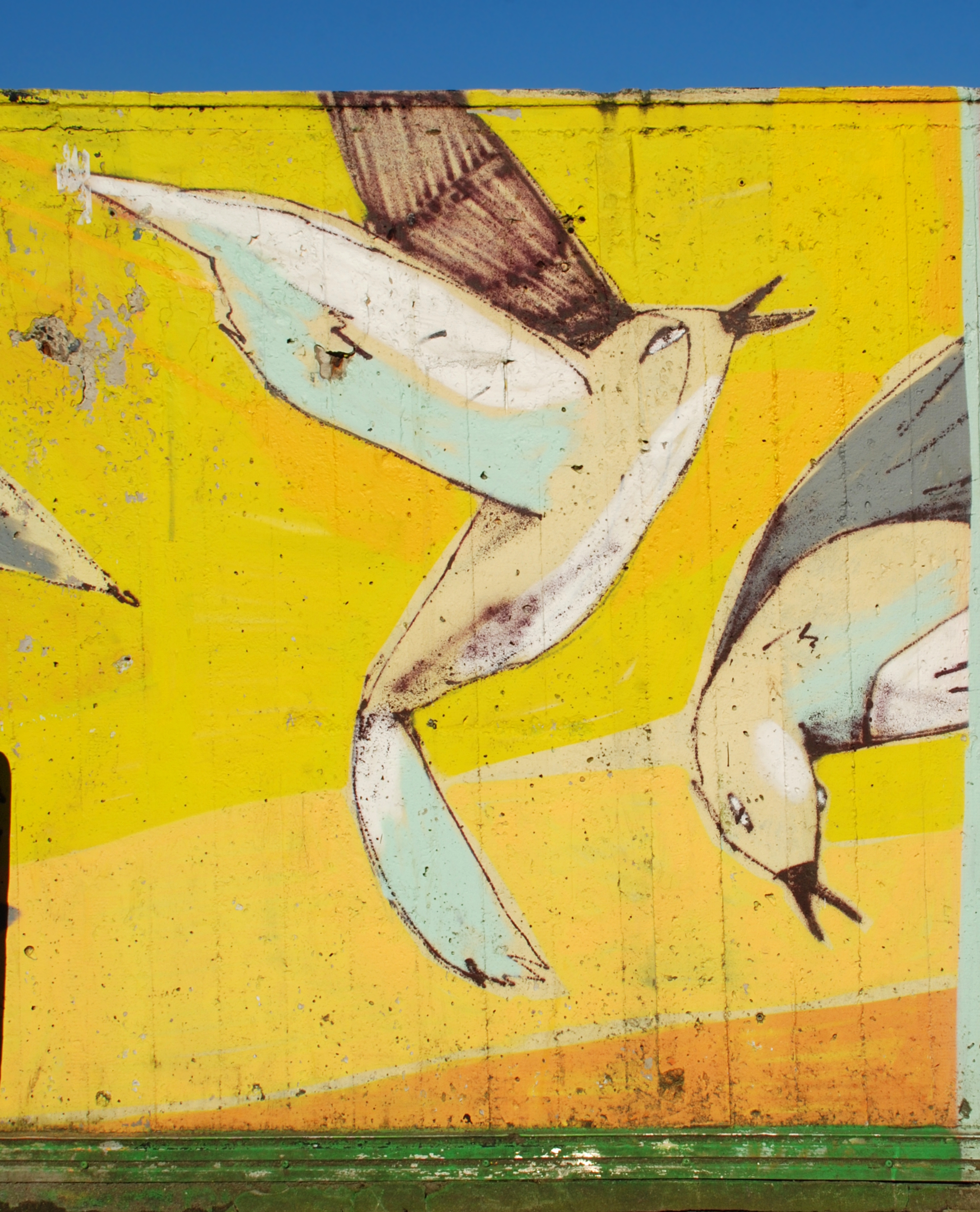
Oiseaux sur le parapet de la gare de Louvain-la-Neuve.

Les peintures murales de ce muraliste autodidacte, de nature souvent fantaisistes,, sont ludiques, colorées, vibrantes et toujours positives. 
Ses peintures murales ornent les murs de Buenos Aires avec des fenêtres donnant sur un monde de rêves, de fantaisie et de magie : avec sa technique unique, l'artiste crée un monde aventureux qui ressemble aux illustrations de livres pour enfants.
Son style libre, spontané et fluide se caractérise par une explosion de couleurs et de fines lignes réalisées avec un spray.
Il est l'un des rares artistes de rue dont les peintures murales mettent régulièrement en vedette des bicyclettes, ou des gens stylisés à bicyclette qu'il peint avec de fines lignes réalisées à main levée,.

## Expositions
Marte Aire participe à de nombreuses expositions individuelles et collectives, principalement à Buenos Aires, mais également à Berlin, Londres, Paris, Miami, New York, Washington et Mexico.

### Expositions individuelles
- juin 2008 : Aires de Graffiti, Espacio Trimarchi à Buenos Aires
- juin 2012 : Mart in the Honeycomb, Honeycomb Gallery à Buenos Aires
- juillet 2012 : Paseo, Idrawalot Gallery à Berlin
- septembre 2014 : Individuos, Mundiroff Gallery à Buenos Aires
- décembre 2014 : Fuente, à Buenos Aires

### Expositions collectives
- 2008 : Ficus Repens, Palais de Glace à Buenos Aires
- 2008 : Del Graffiti a la Pintura, Centro Cultural Recoleta à Buenos Aires
- 2009 : Graffiti Argentina, Galerie Issue à Paris
- 2009 : Graffiti Argentina, Neurotitan Gallery à Berlin
- 2010 : K-21, Centro Cultural Borges à Buenos Aires
- 2010 : Sin Verguenzas, Centro Cultural España Buenos Aires à Buenos Aires
- 2010 : Pop Up Galleries, RedBull House of Art à Buenos Aires
- 2011 : Ritual, Causey Contemporary à New York
- 2012 : The Talking Walls of Buenos Aires, Londonewcastle Project Space à Londres
- 2012 : Metropolis, ICBC Bank Foundation à Buenos Aires
- 2013 : Talking Walls of Buenos Aires, The Friedge Gallery à Washington
- 2013 : Intenciones Cromaticas, Arca Mx Gallery à Mexico
- 2014 : Scope Art Fair, à Miami
- 2015 : Moniker Art Fair, à Londres
- 2016 : Le Grand 8, à Paris

## Festivals de street art

### Liste des participations de Mart Aire
Depuis 2008, Marte Aire a participé à une vingtaine de festivals de street art dans le monde :
- 2008 : Neuquén (Argentine)
- 2009 : Gap (France)
- 2012 : Buenos Aires (Argentine)
- 2013 : Guadalajara (Mexique)
- 2013 : Ciudad de México
- 2013 : Buenos Aires (Argentine)
- 2013 : Fortaleza (Brésil)
- 2014 : Moscou (Russie)
- 2014 : Mendoza (Argentine)
- 2015 : Ciudad de México (Mexique)
- 2015 : Quintana Roo (Mexique)
- 2015 : São João da Boa Vista (Brésil)
- 2015 : Blackpool (Royaume-Uni)
- 2015 : Louvain-la-Neuve (Belgique) : voir ci-dessous
- 2015 : Barcelone (Espagne)
- 2016 : Rouen (France)
- 2016 : Buenos Aires (Argentine)
- 2016 : Puerto Madryn (Argentine)
- 2016 : San Pedro de Macorís (République dominicaine)
- 2017 : Ceará (Brésil)
- 2017 : Severna Park (Maryland, États-Unis)

### Belgique: Kosmopolite Art Tour 2015 à Louvain-la-Neuve

#### Parapet de la gare de Louvain-la-Neuve
Lors du Kosmopolite Art Tour 2015 à Louvain-la-Neuve, un festival international d'art urbain (street art) et de graffiti qui s'est tenu du 31 juillet au 7 août 2015 à Louvain-la-Neuve en Belgique, Marte Aire décore le parapet situé derrière les Halles universitaires et qui borde la rue des Condruziens à la verticale des quais de la gare de Louvain-la-Neuve.
L'artiste a représenté de gauche à droite (donc de l'escalier qui mène au quai no 1 vers celui qui mène au quai no 2) un vase, des poissons jaunes, des fleurs, un jeune homme, des oiseaux, un sablier, une plante en pot, un jeune homme coiffé d'un bonnet vert, un vélo ainsi qu'une cafetière et une tasse à café sous lesquelles est écrit « Bonjour ».
Il signe « Mart 2015 Kosmopolite Art Tour » juste avant le début de l'escalier qui mène au quai no 2.

Le parapet de la gare décoré par Mart Aire
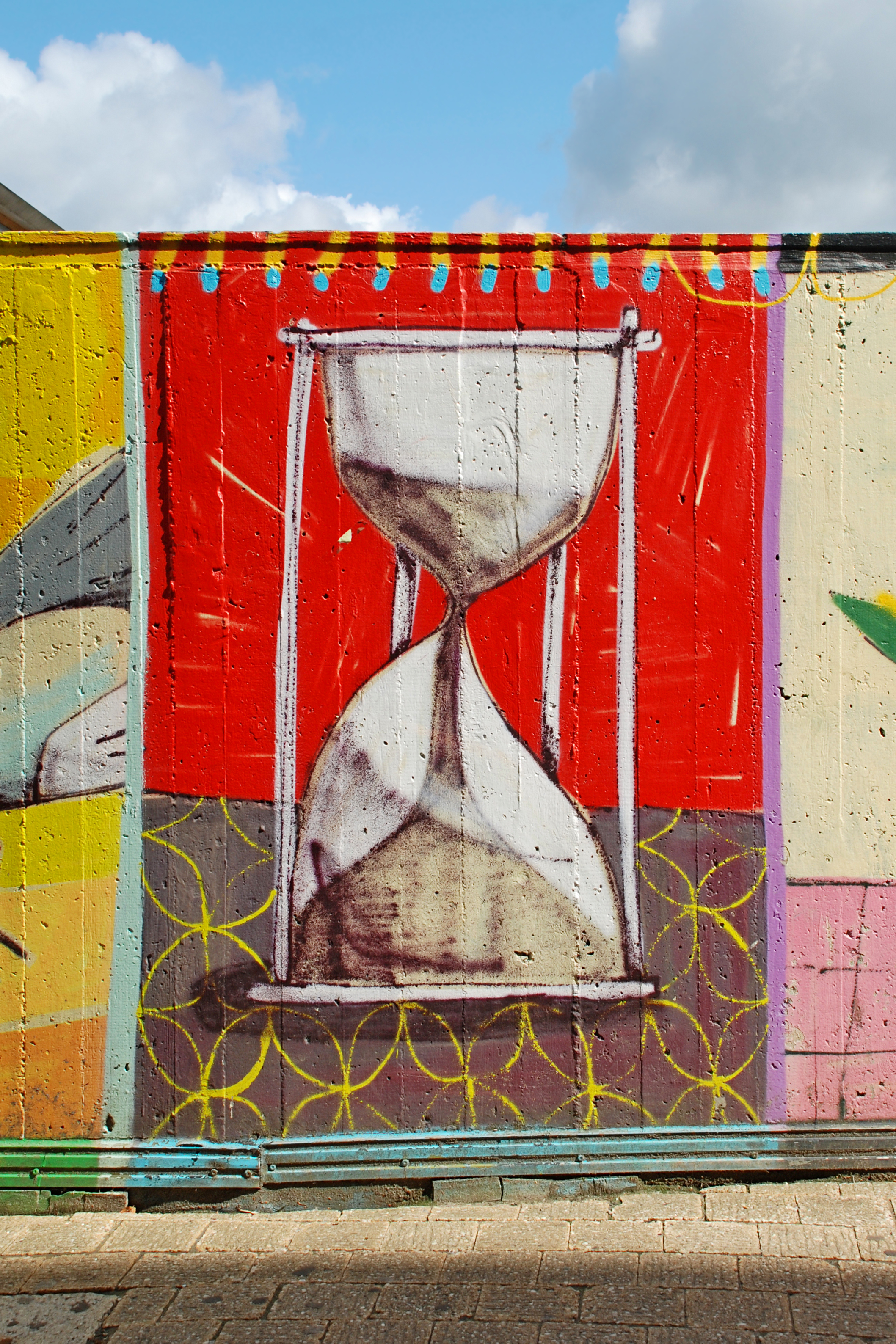
Sablier.
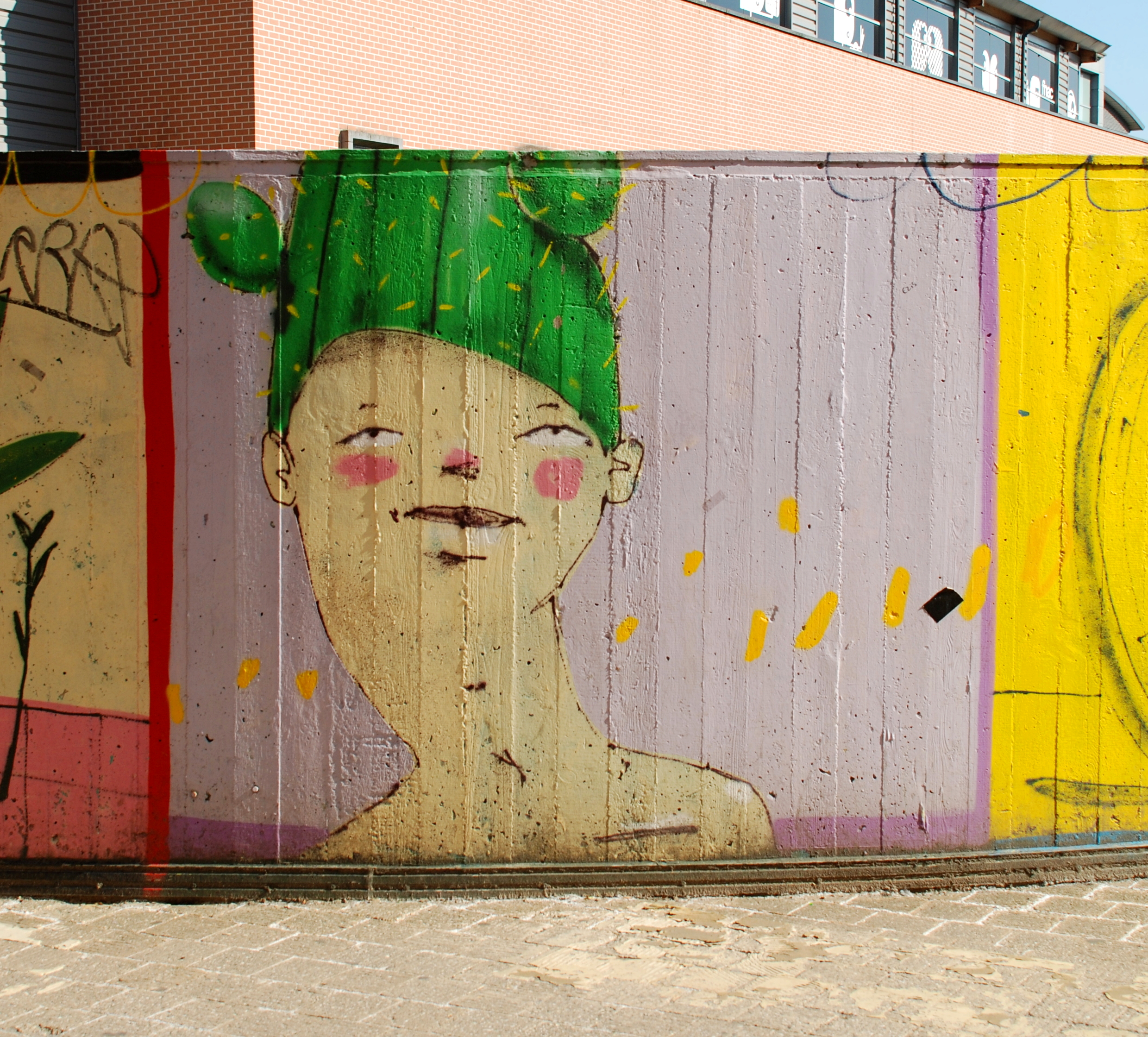
Jeune homme au bonnet vert.
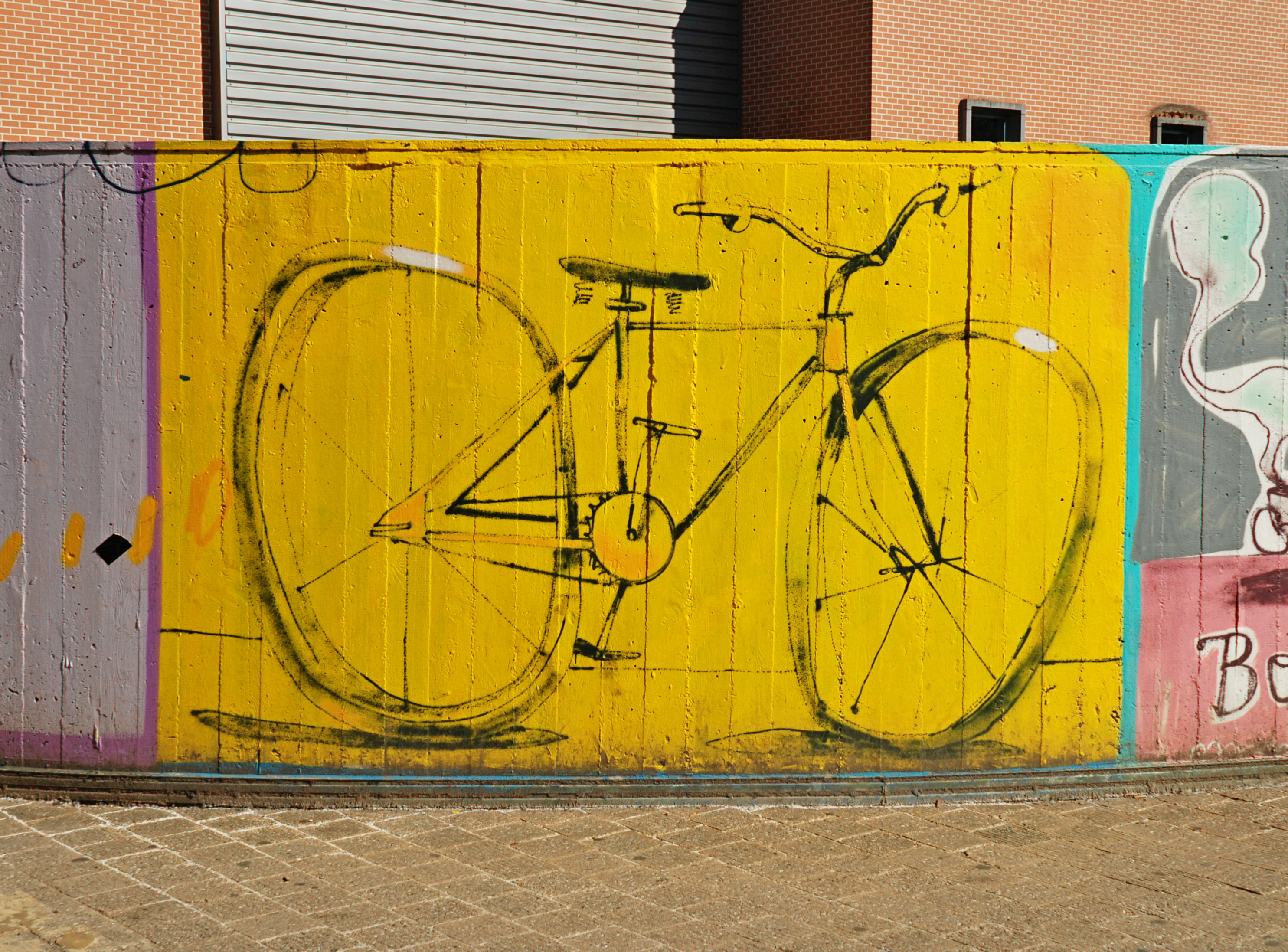
Vélo.
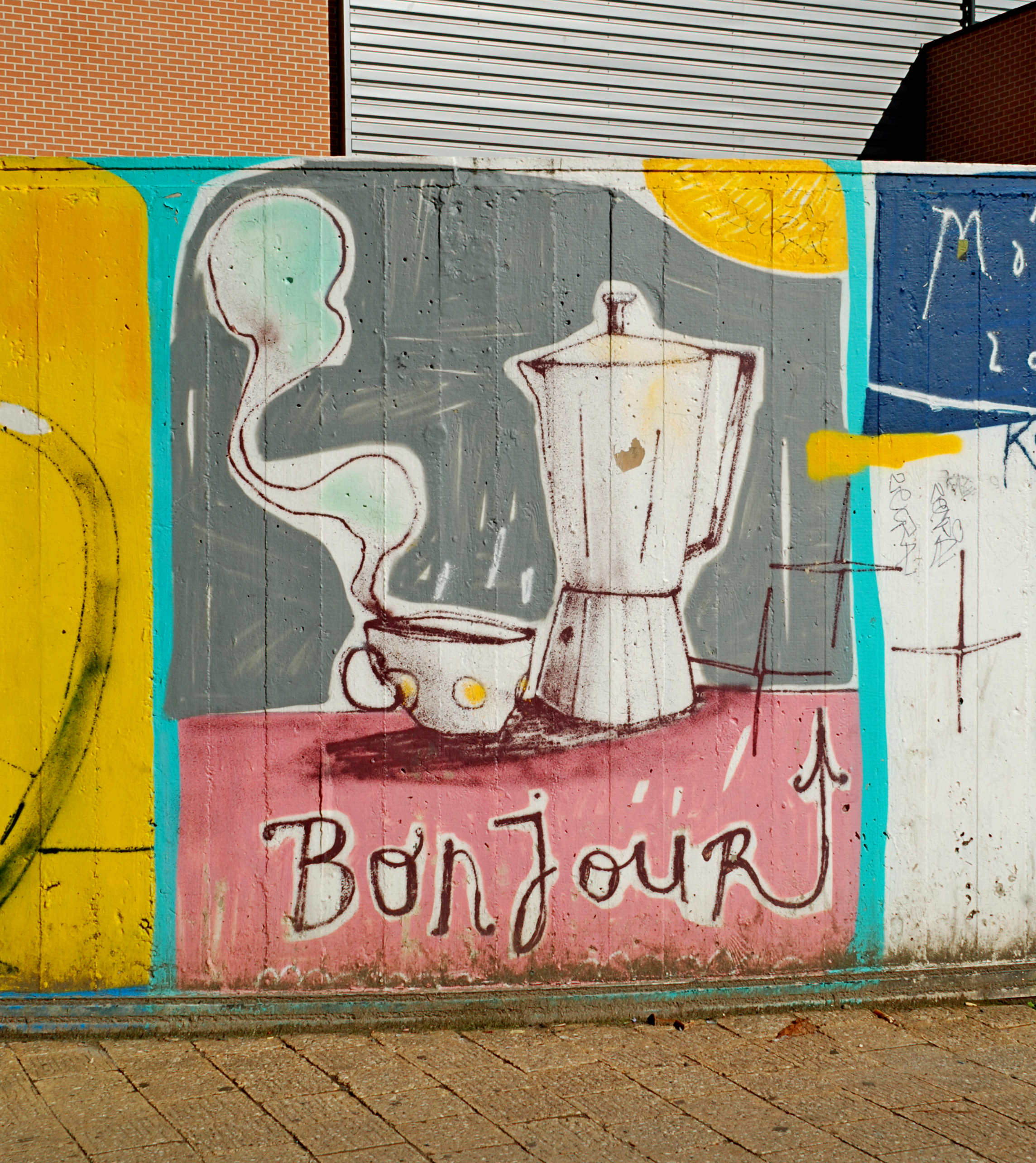
Cafetière.

#### Place Galilée

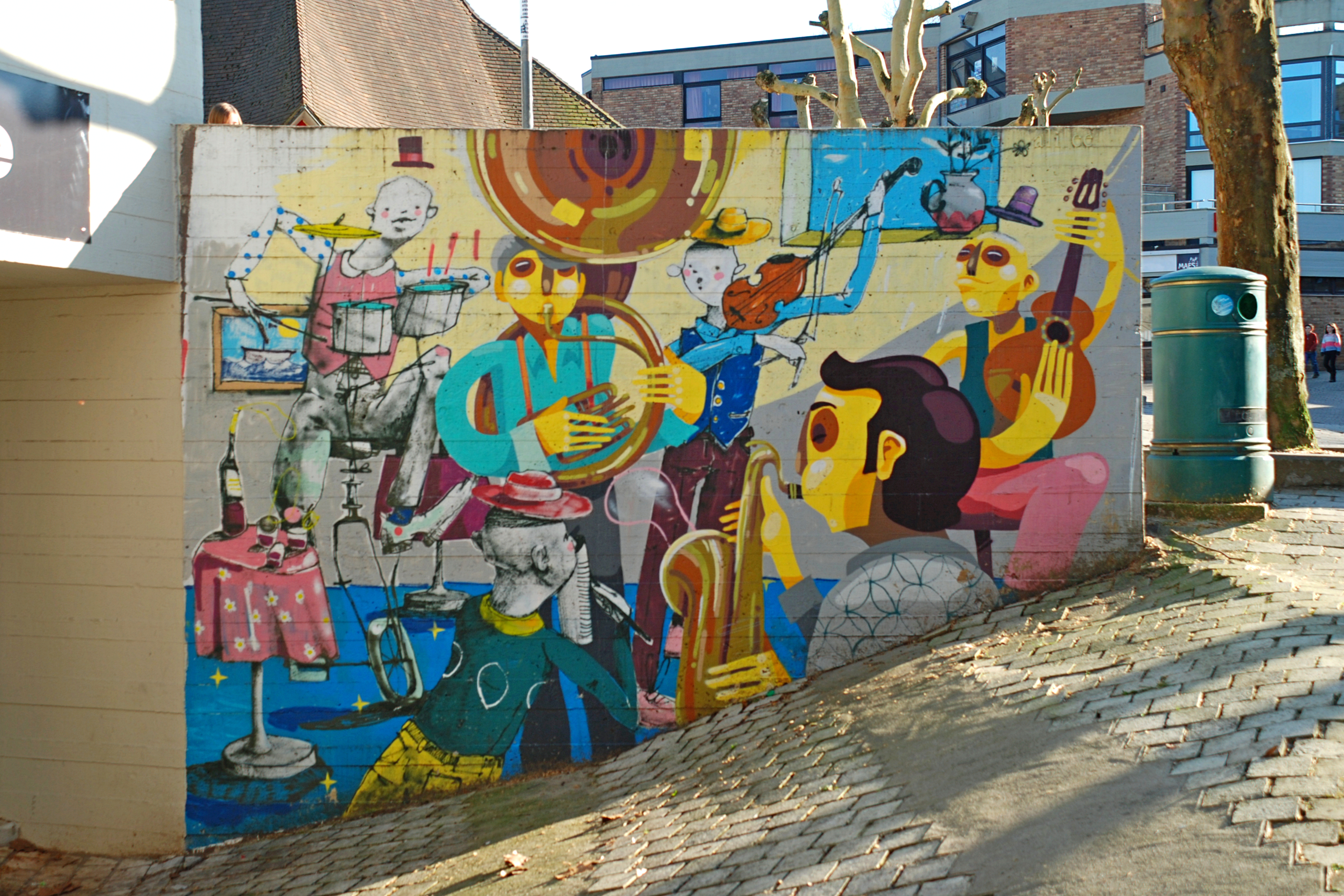
Fresque de Zësar et Mart Aire.

Sur la place Galilée, contre la médiathèque, se dresse un pan de mur oblique orné d'une fresque où se combinent les styles de Zësar Bahamonte et de Mart Aire,.
La fresque représente un groupe de six musiciens. 
On distingue clairement dans les trois musiciens au visage blanc le style de Mart Aire, cet artiste argentin de Buenos Aires déjà rencontré plus haut lors de la description du parapet de la gare, qui représente habituellement des gens stylisés peints avec de fines lignes réalisées à main levée.
Les trois musiciens au visage jaune révèlent quant à eux le style de Zësar Bahamonte, cet artiste espagnol né à Séville et aujourd'hui actif à Montevideo en Uruguay auteur, lors du même festival de street art, de fresques sur panneaux métalliques sur la passerelle du chemin des Lorrains.